# Pfarrkirche Baumgarten im Burgenland

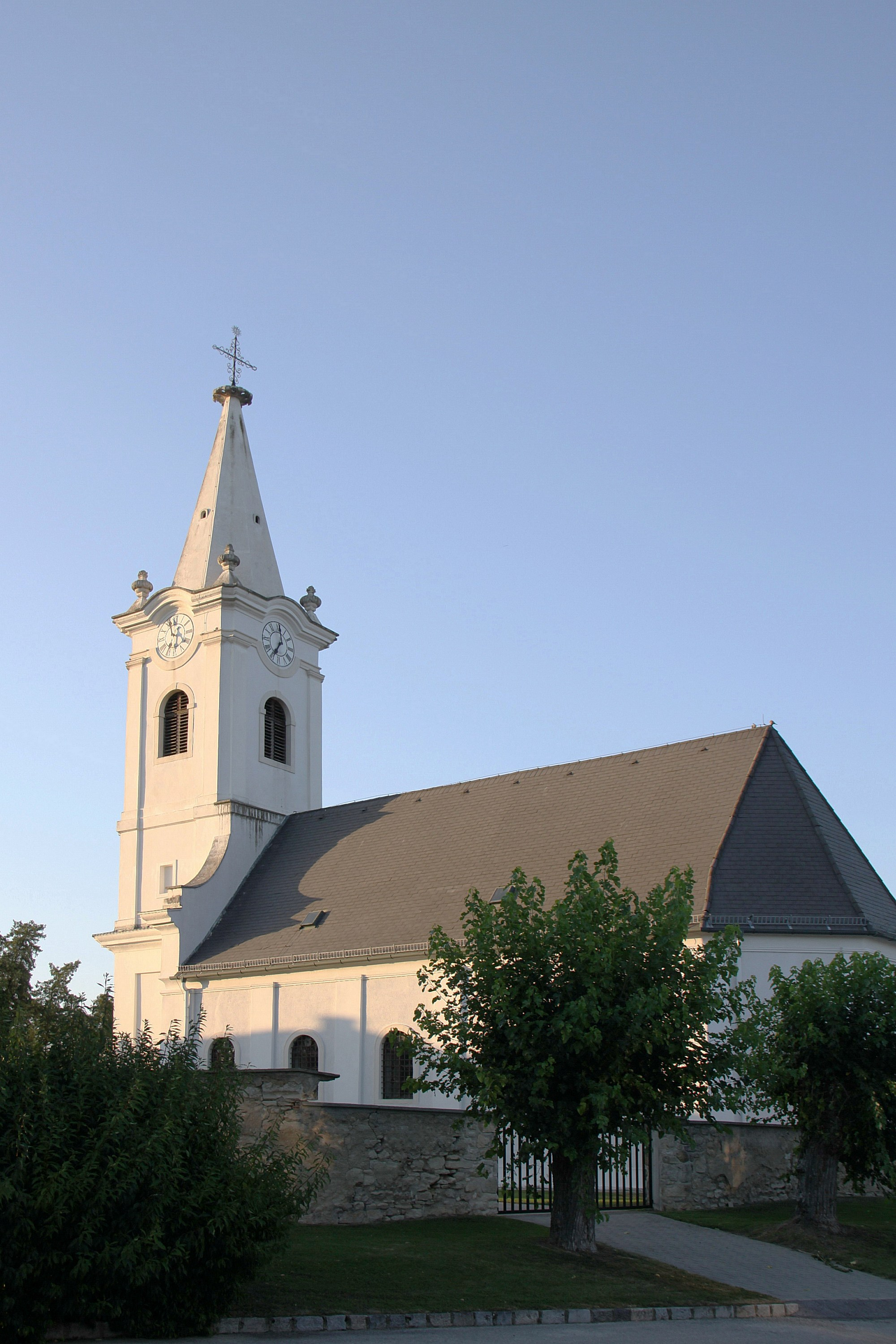
Kath. Pfarrkirche Hll. Petrus und Paulus in Baumgarten

Die römisch-katholische Pfarrkirche Baumgarten im Burgenland mit dem Patrozinium der hll. Petrus und Paulus steht in der Gemeinde Baumgarten im Bezirk Mattersburg im Burgenland. Die Pfarre gehört zum Dekanat Trausdorf in der Diözese Eisenstadt, die Kirche steht unter Denkmalschutz.

## Geschichte
Die heutige Pfarrkirche geht auf den Umbau und die Erweiterung der alten Kirche im Jahr 1725 zurück. Der Turm wurde erst 1783 dazugebaut und der alte Turm, der ursprünglich über dem heutigen Mitteleingang stand, abgetragen. Der älteste erhaltene Visitationsbericht aus dem Jahr 1641 beschreibt das Innere und Äußere der Kirche mit all ihrer Ausstattung und Merkmalen. Um die Kirche ist ein Friedhof mit einer Steinmauer umfriedet vorhanden, im Friedhof stand ein aus Stein gebauter mit Gewölbe versehener Karner. 1713 wird die Kirche in der Visitation als ruinenhaft bezeichnet, die Fenster sind schadhaft und die Kirche sehr dunkel. Große Schäden erlitt die Kirche 1790, als ein Brand den Ort heimsuchte. Die Kirche wurde daraufhin wiederhergestellt und ebenso 1894 und 1926 renoviert.
Am 1. April 1945, dem Ostersonntag, erlitt die Kirche mehrere Treffer, eine Granate zerstörte einen Teil des Hauptaltares samt dem Altarbild. Die entstandenen Schäden wurden 1947 behoben. 1964 wurde eine Blitzschutzanlage eingebaut und die Kirchenheizung in Betrieb genommen. 1965 wurden die Kirchenwände trockengelegt, ein neuer Fußboden gelegt und neue Bänke angeschafft. 1992 wurde die Kirche statisch saniert und 2002/2003 grundlegend renoviert, sodass sie am 15. März 2003 von Diözesanbischof Paul Iby neu eingeweiht werden konnte.
2012/2013 wurde der Kirchplatz vor der Kirche durch die Gemeinde erneuert.

## Architektur
Der barocke Kirchenbau hat einen dreigeschoßigen Westturm mit Scheingiebel und einem steinernen Pyramidenhelm. Das Westportal zeigt die Jahresangabe 1781. Das Südportal hat einen Windfang. Der ehemalige Friedhof um die Kirche hat eine ehemalige Wehrmauer mit Schießscharten und zeigt eingemauerte Grabsteine.
Das vierjochige Langhaus unter einem Tonnengewölbe mit Stichkappen ist mit Lisenen gegliedert. Die dreiachsige Westempore über Kreuzgratgewölben hat eine stuckierte Brüstung. Der gedrückte Triumphbogen zeigt die Jahresangabe 1725 und 1965. Der einjochige Chor hat einen Dreiachtelschluss, das Chorjoch hat eine Gewölbetonne, die Apsis Gewölbekappen.

## Ausstattung

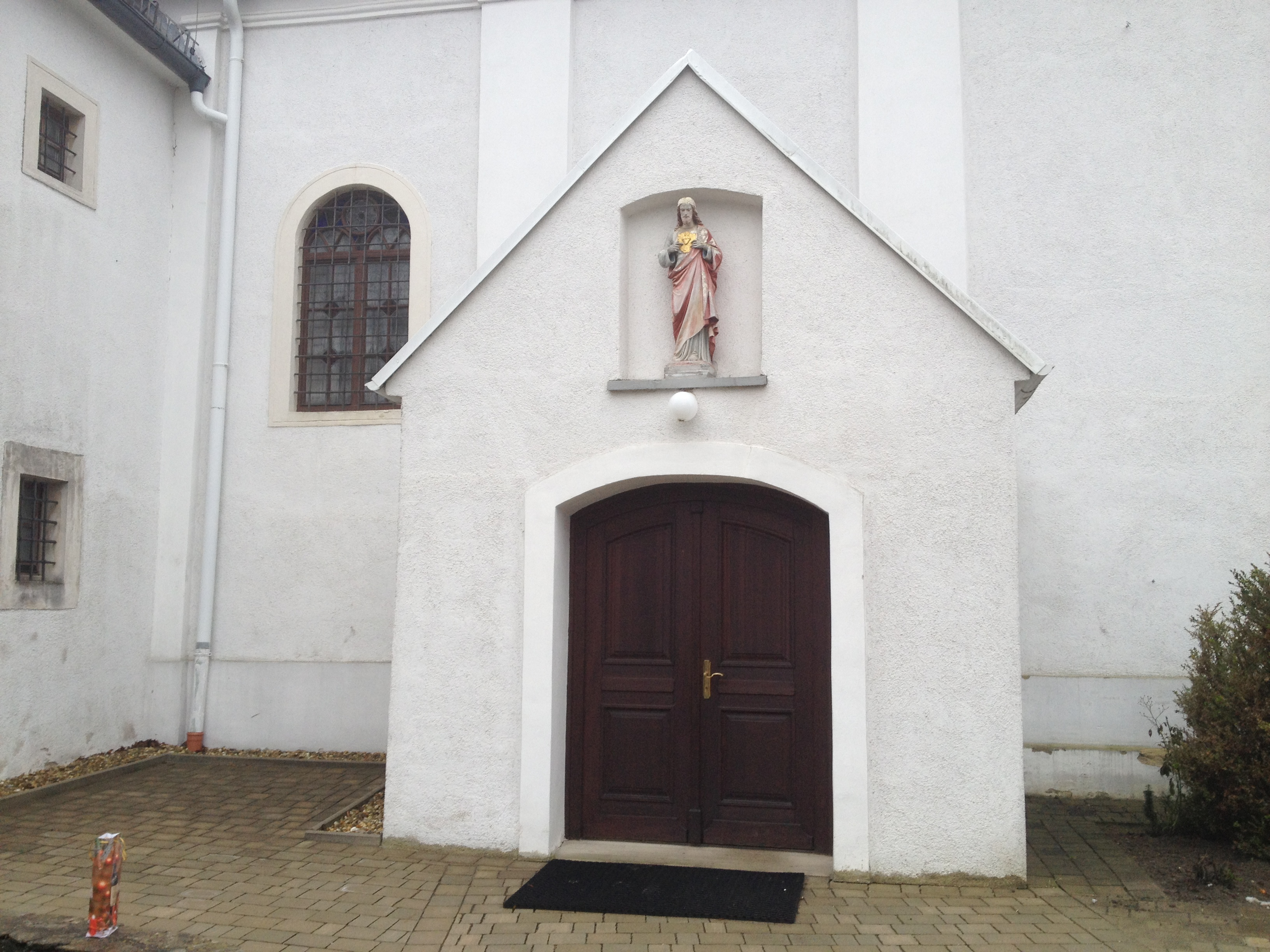
Haupteingang

Der Hochaltar aus dem Ende des 18. Jahrhunderts zeigt zwischen Säulen das neue Altarbild Peter und Paul und trägt seitlich die Figuren Stephan und Barbara und oben die Figuren Florian und Rochus. Ober dem Tabernakel ist eine hölzerne Nachbildung der Mariazeller Muttergottes zu sehen.

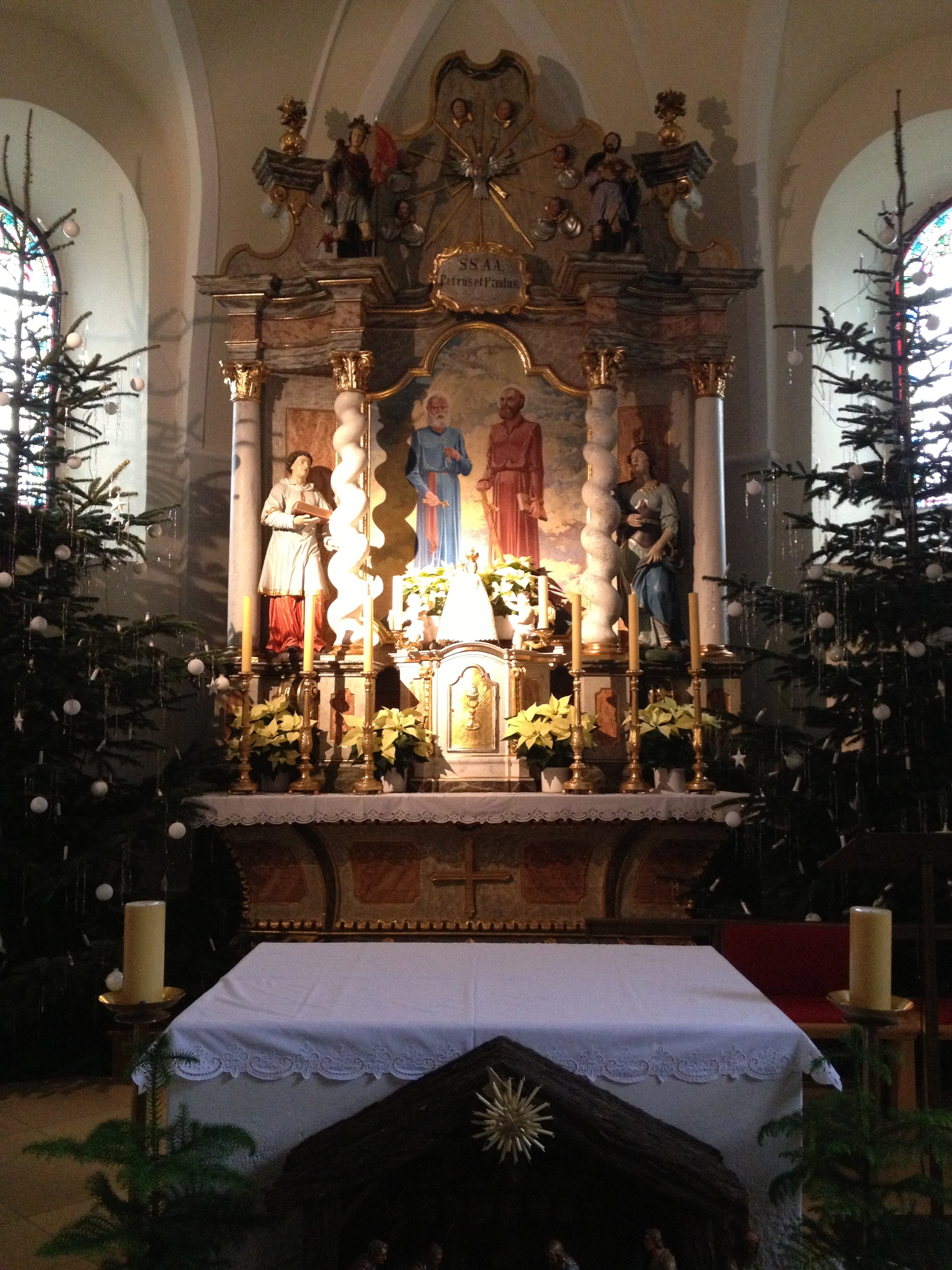
Hochaltar zu Weihnachten

## Glocken
Bereits 1641 hingen auf dem alten Kirchturm zwei Glocken, drei und vier Zentner schwer. Diese wurden 1783 in den neuen Turm verlegt, wo sie beim großen Brand 1790 zerschmolzen sind. Im folgenden Jahr schaffte die Gemeinde eine große drei Zentner schwere Glocke an die den hl. Apostelfürsten Petrus und Paulus geweiht war, 1796 wurde eine zweite einen Zentner schwere Glocke angeschafft.
Im Jahr 1847 wurden bei der Glockengießerei Seltenhofer drei neue Glocken angeschafft, zehn – fünf und drei Zentner schwer und von Weihbischof Sigismund Deaky aus Raab feierlich konsekriert. Die Glocke aus dem Jahr 1796 diente fortan als Sterbeglocke. Als die große Glocke 1893 brüchtig wurde, schaffte die Gemeinde eine 629 Kilo schwere Glocke von der Gießerei Hilzer in Wr. Neustadt an. Mit dem Ersten Weltkrieg mussten die Glocken für Kriegszwecke abgeliefert werden und es verblieben nur noch die Glocke aus dem Jahr 1847 und die Glocke der Klosterkirche aus dem Jahr 1869 im Ort.
1924 wurden abermals wieder zwei neue Glocken von der Gemeinde angeschafft, eine mit 310 Kilogramm und die andere mit 150 Kilogramm. Im Jahr 1942 wurden die Glocken der Pfarrkirche für Kriegszwecke beschlagnahmt und es verblieb nur noch die Klosterglocke übrig, die zunächst in die Pfarrkirche gebracht wurde, jedoch seit 1948 wieder ins Kloster zurückgestellt wurde.
Das heutige Geläut besteht aus vier Glocken, von denen drei Glocken 1948 von der Glockengießerei Pfundner in Wien angeschafft wurden, die vierte Glocke ist jene aus dem Jahr 1847, die nach dem Zweiten Weltkrieg unbeschadet wieder zurückkam. Der Glockenstuhl wurde 1960 durch einen aus Eisen ersetzt und das Glockengeläute elektrifiziert.
| Nr. | Gewicht (kg) | Durchmesser (cm) | Bild und Inschrift                                                                  | Gussjahr | Gießer                 |
| --- | ------------ | ---------------- | ----------------------------------------------------------------------------------- | -------- | ---------------------- |
| 1   | 660          | 106              | Bild: hl. Apostel Petrus Našim pokojnim vitezom na spominak. Farska općina Pajngrt. | 1948     | Pfundner (Wien)        |
| 2   | 504          | 90               | Bild: hl. Apostel Paulus Sv. Pavao apoštol, moli Boga za nas.                       | 1948     | Pfundner (Wien)        |
| 3   | 55           | 45               | Bild: Erzengel Rafael Na batrenje siromaškim dušam.                                 | 1948     | Pfundner (Wien)        |
| 4   | Drei Zentner |                  |                                                                                     | 1847     | Seltenhofer (Ödenburg) |

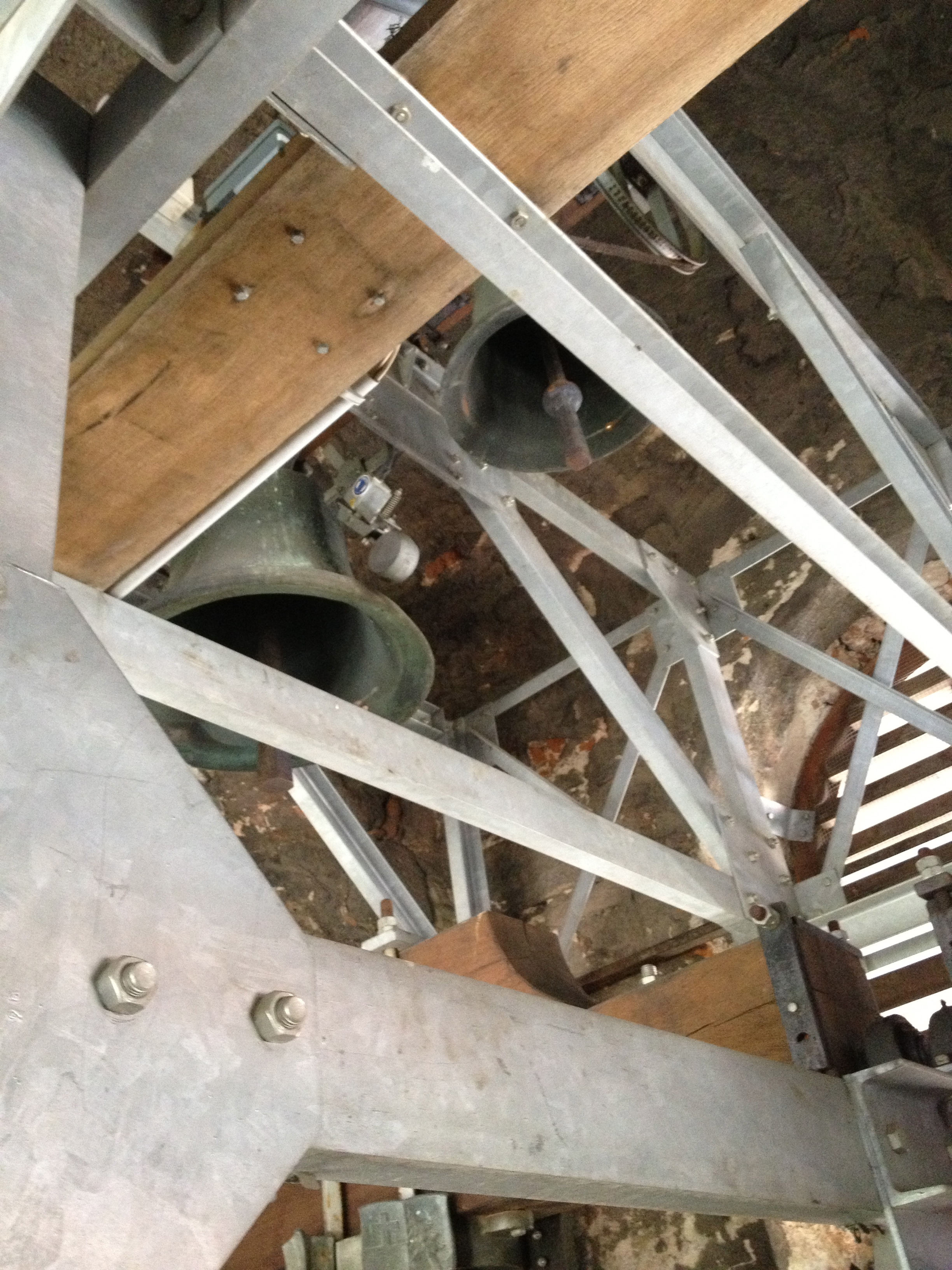
Glockenstuhl
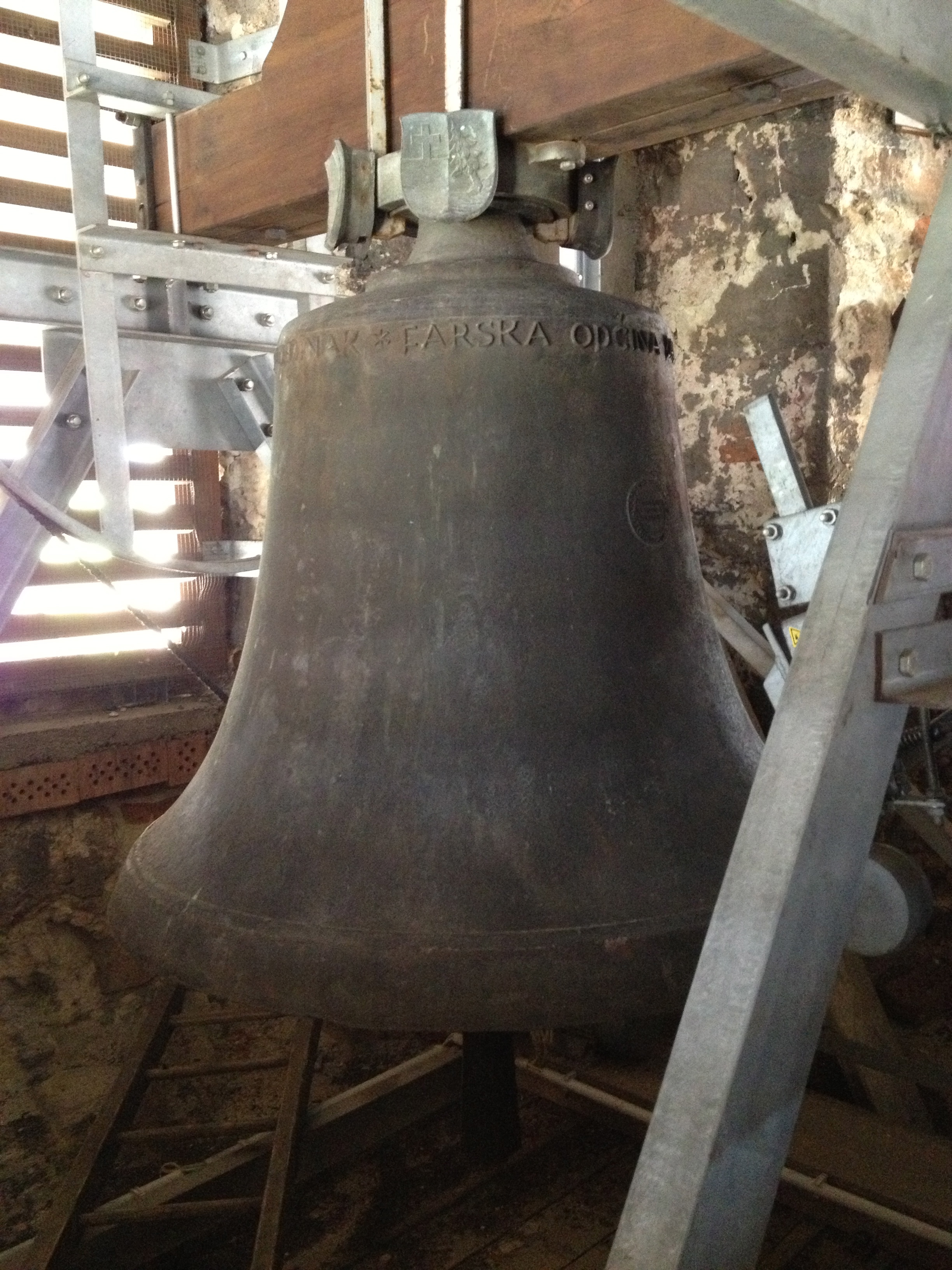
Die größte Glocke (hl. Petrus)
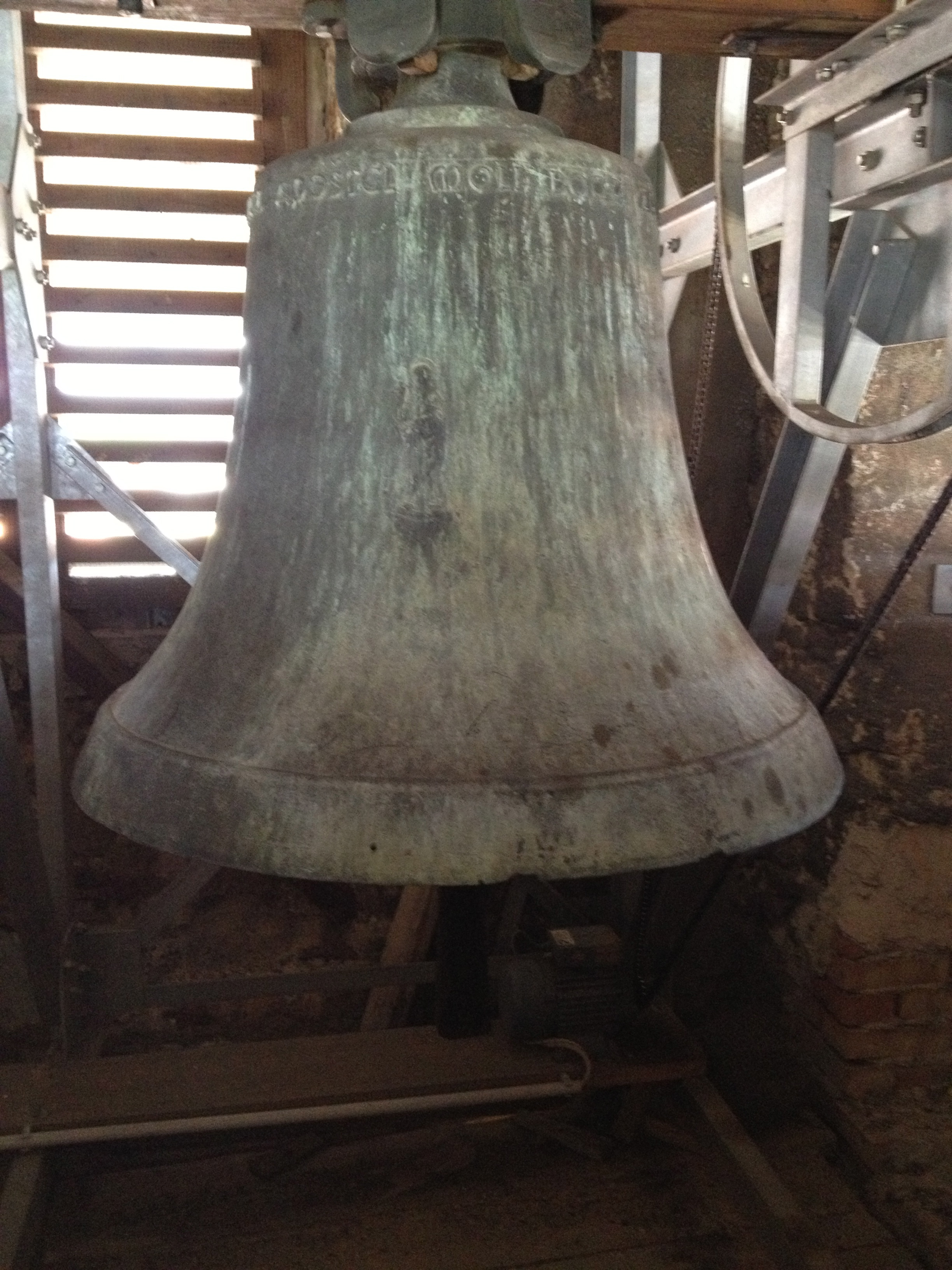
Die zweitgrößte Glocke (hl. Paulus)

## Kreuzweg
Die auf Holz gemalten Stationsbilder des Kreuzweges stammen aus dem Jahr 1798 und stammen ursprünglich von einer Kapelle aus Kärnten, wo sie vor 1952 hingen. Der Kreuzweg wurde 1952 durch die Vermittlung eines Wiener Bildhauers für die Pfarrkirche angeschafft und restauriert und zugleich mit kroatischen Inschriften versehen. Die Stationen wurden am 3. Fastensonntag 1952 im Franziskanerkloster in Eisenstadt in der Nachmittagsandacht gesegnet.

## Orgel
Eine erste Orgel mit vier Registern und einer wohlklingenden Mixtur wird bereits im Jahr 1812 erwähnt und dürfte wahrscheinlich vor 1785 angeschafft worden sein, da sie in diesem Jahr intoniert wurde. 1860 wurde sie auf Kosten der Gemeinde repariert und vergrößert und stand bis 1928 in der Pfarrkirche, ehe sie in diesem Jahr in der Klosterkirche aufgestellt wurde. Die neue Orgel der Pfarrkirche wurde 1928 vom Ödenburger Orgelbauer Julius Cesar erbaut und hatte Pfeifen aus Papier, die 1940 durch Metall und Holz ersetzt wurden und 1960 ein elektrisches Gebläse erhielt. Als 1972 eine neue Orgel angeschafft wurde, wurde die alte wiederum in der Klosterkirche aufgestellt. Die Orgel aus dem Jahr 1972 wurde um 220.000 Schilling bei der Firma Walcker-Mayer in Guntramsdorf angeschafft und besitzt zwei Manuale mit Pedal mit acht Registern.
| 1. | Rohrflöte      | 8' |    | 5.         | Gedeckt | 8' |  | 8. | Subbass | 16' |
| 2. | Prinzipal      | 4' | 6. | Spitzflöte | 4'      |    |  |    |         |     |
| 3. | Schwiegel      | 2' | 7. | Prinzipal  | 2'      |    |  |    |         |     |
| 4. | Mixtur 2-3fach |    |    |            |         |    |  |    |         |     |

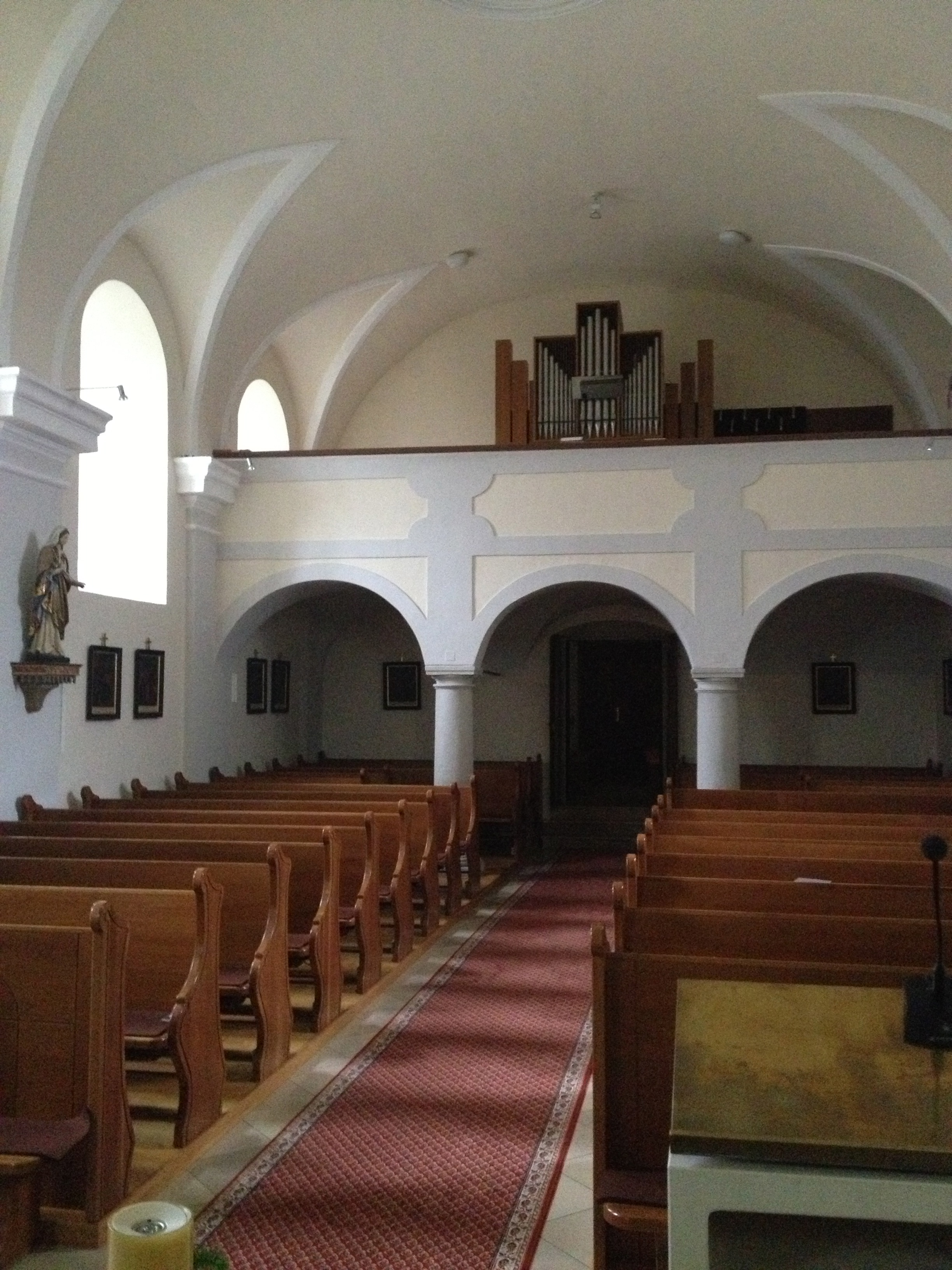
Die Orgel
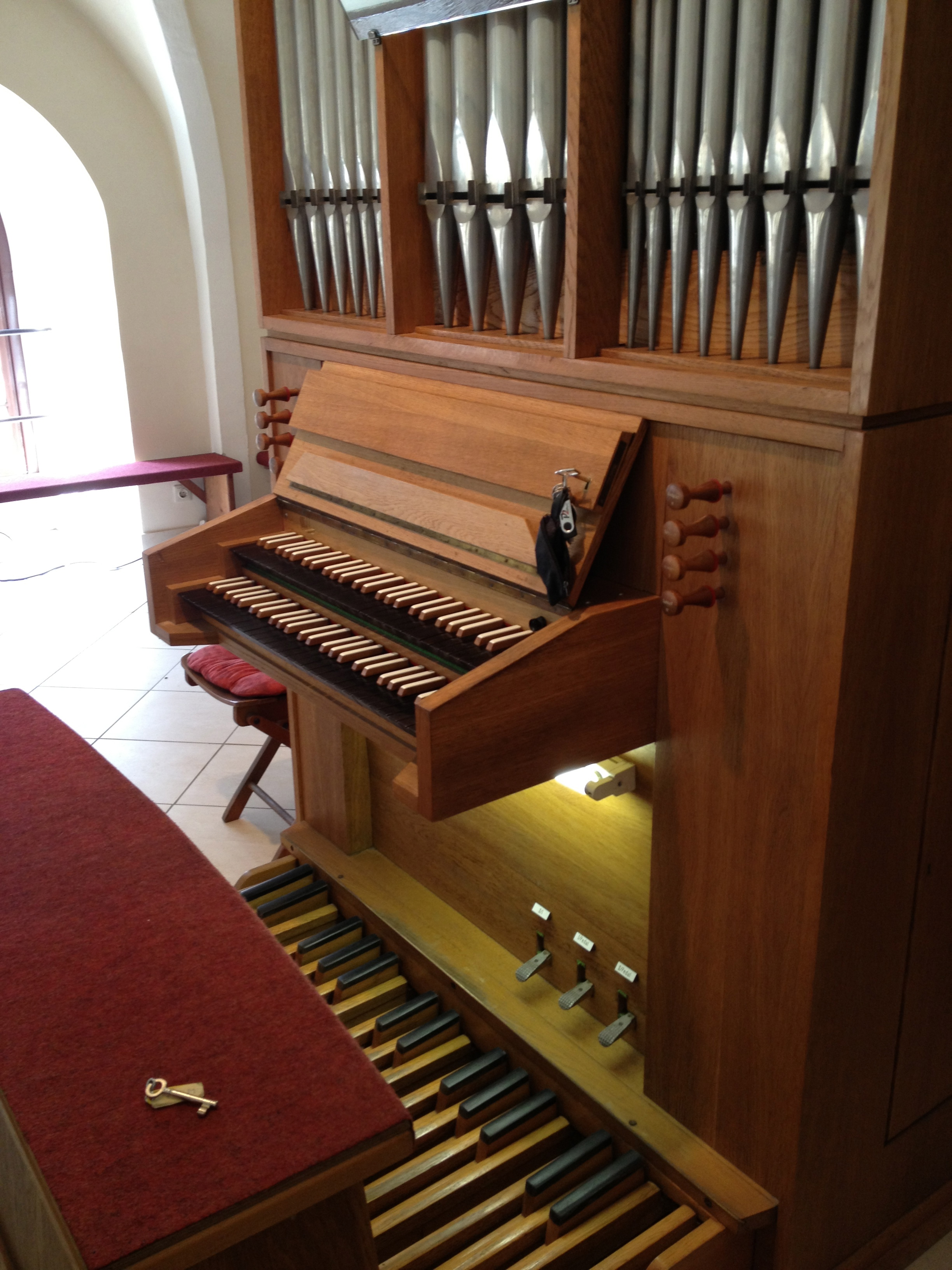
Orgelspieltisch

## Turmuhr
Ob auf dem 1783 abgetragenen, alten Turm eine Turmuhr angebracht war, ist nicht überliefert. 1787 wurde für den neuen Turm eine Turmuhr um 100 fl (Gulden) angeschafft. Diese wurde 1926 zum letzten Mal repariert und 1960, anlässlich der Elektrifizierung des Glockengeläutes, abgetragen. 1992 wurde eine neue, elektrische Turmuhr angeschafft.

## Kirchengrund
Der Grundbesitz der Kirche wird schon in der Visitation im Jahr 1597 erwähnt. Er betrug zehn Joch und zu den Einkünften zählte auch der Zehent, der für die in der Ried "Lovke" liegenden Weingärten erhalten wurde. Die Kirche besaß weiter einen Weinkeller unter dem alten Schulhaus, einen Schüttkasten und ein Presshaus. Weingärten wurden durch die Zechmeister selbst bewirtschaftet, die Kirchenäcker waren an die Bauern gegen Zehent in natura verpachtet. 1641 besaß die Pfarrkirche fünf Weingärten, Äcker und Grundstücke. 